# Velizarove, Rozdilna
Velizarove (în ucraineană Велізарове) este un sat în comuna Rozdilna din raionul Rozdilna, regiunea Odesa, Ucraina.

## Demografie
Componența lingvistică a localității Velizarove
     Ucraineană (79,55%)
     Română (10,8%)
     Rusă (8,52%)
     Bulgară (1,14%)
Conform recensământului din 2001, majoritatea populației localității Velizarove era vorbitoare de ucraineană (79,55%), existând în minoritate și vorbitori de română (10,8%), rusă (8,52%) și bulgară (1,14%).